# Mikrodensitometer
Ein Mikrodensitometer ist ein hochauflösendes Gerät zur Bestimmung der fotografischen Dichte einer Fotoplatte in Abhängigkeit vom Ort.
Eine Fotoplatte wird von einem feinen Lichtstrahl durchleuchtet. Die Relativbewegung von Platte und Lichtstrahl zueinander wird entweder durch Verschieben der Platte in einer zum Lichtstrahl parallelen Ebene oder durch Bewegung des Strahls selbst erzielt. Der Lichtstrahl wird beim Durchtritt durch die Platte abhängig von deren Schwärzungsgrad abgeschwächt. Der durchtretende Anteil des Lichts wird gemessen.
Um Einflüsse der Lichtquelle zu minimieren (Lampenalterung usw.), verwenden hochwertige Geräte die Zweistrahltechnik, bei der der Messstrahl in Relation zum Referenzstrahl gesetzt wird, der unbeeinflusst auf den Sensor trifft.
Anwendung findet der Mikrodensitometer u. a. bei der Digitalisierung von astronomischen Aufnahmen oder Fingerabdrücken und bei der Qualitätskontrolle von Filmmaterial oder textilem Gewebe.